# Кремінський пивоваренний завод
ТОВ «ПІНТА-Кремінський пивоваренний завод»— підприємство харчової промисловості України, зайняте у галузі виробництва та реалізації пива. Розташоване у місті Кремінна Луганської області.

## Історія
Історія ТОВ “Пінта” бере свій початок з 1995 року, від моменту виготовлення першої партії пива. З того часу завод, шляхом проб та помилок, досяг найвищої якості своєї продукції. Підприємство займається виготовленням лише “живого” пива з натуральних компонентів, без використання консервантів. Тому термін придатності продукції становить не більше 10-15 діб.
Технологічний процес виробництва пива спирається на класичну лагерну технологію, один з етапів якої – витримка напою в нержавіючиї ємністях за низької температури. Ці ємністі знаходяться в підвалах підприємства на глибині 8 метрів.

## Асортимент продукції
Кремінський пивзавод випускає 2 сорти темного та 7 сортів світлого пива:
- «Дубовий гай» — Темне пиво. Густина 13,0 %. Алк.об. 4,0 %.
- «Золото скіфів» — Темне пиво. Густина 16,0 %. Алк.об. 5,3 %.
- «Жигулівське» — Світле пиво. Густина 11,0 %. Алк.об. 4,0 %.
- «Ячмінний колос» — Світле пиво. Густина 12,0 %. Алк.об. 4,3 %.
- «Московське» — Світле пиво. Густина 13,0 %. Алк.об. 4,4 %.
- «Володимирське» — Світле пиво. Густина 11,0 %. Алк.об. 3,8 %.
- «Медове» — Світле пиво. Густина 15,0 %. Алк.об. 4,8 %.
- « Kaizer Honig» — Світле медове пиво. Густина 15,5 %. Алк.об. 6,2 %.
- « Голден лагер» — Світле пиво. Густина 13,0 %. Алк.об. 5,5 %.